# Alessandro Giusti
Alessandro Giusti (Bièvres, 2006. szeptember 10.–) francia autóversenyző, 2025-től a FIA Formula–3 bajnokságban induló MP Motorsport csapatának tagja.

## Pályafutása

### Gokart
Karrierjét 10 évesen kezdte meg gokartozással. A Francia junior gokart-bajnokság 2020-as szezonját a negyedik helyen zárta.

### Formula–4
2021-ben debütált a francia Formula–4-bajnokságban. Ebben az idényben két alkalommal diadalmaskodott és további három alkalommal állhatott fel a dobogóra. A következő szezon során 300 pontot gyüjtött össze. Ez elég volt ahhoz, hogy bebiztosítsa a bajnoki címet.

### Formula Regionális Európa-bajnokság
2023-at a G4 Racing színeiben kezdhette meg a Formula Regionális Európa-bajnokságban. Az első öt versenyhétvége során mindössze kétszer sikerült pontot szereznie, azonban a francia fordulótól kezdve erősebb eredményeket ért el. A monzai futamokat követően a hatodik helyen áll a bajnokságban, végül itt is fejezte be a szezont. A következő idényben az ART Grand Prix csapatához igazolt. A szezon során két alkalommal ért első helye célba, majd a bajnokság 4. helyen értékeltél.

### FIA Formula–3 bajnokság
2025-ben a FIA Formula–3 bajnokságban az MP Motorsport csapatával indult.

### Formula–1
2024 januárjában csatlakozott Williams juniorakadémiájához.

## Eredményei

### Karrier összefoglaló
| Év   | Bajnokság                           | Csapat         | Versenyek | Győzelmek | Pole | Leggyorsabb körök | Dobogók | Pont | Helyezés |
| ---- | ----------------------------------- | -------------- | --------- | --------- | ---- | ----------------- | ------- | ---- | -------- |
| 2021 | Francia Formula–4-bajnokság         | FFSA Academy   | 20        | 2         | 0    | 1                 | 6       | 147  | 6.       |
| 2022 | Francia Formula–4-bajnokság         | FFSA Academy   | 20        | 5         | 6    | 2                 | 12      | 300  | 1.       |
| 2023 | Formula Regionális Európa-bajnokság | G4 Racing      | 20        | 3         | 2    | 3                 | 4       | 111  | 6.       |
| 2024 | Formula Regionális Európa-bajnokság | ART Grand Prix | 20        | 2         | 0    | 2                 | 7       | 195  | 4.       |
| 2025 | FIA Formula–3 bajnokság             | MP Motorsport  |           |           |      |                   |         |      |          |

### Teljes francia Formula–4-bajnokság eredménysorozata
(Táblázat értelmezése)

(Félkövér: pole-pozícióból indult; dőlt: leggyorsabb kört futott) 

| Év   | 1       | 2       | 3       | 4        | 5        | 6        | 7       | 8        | 9       | 10      | 11       | 12      | 13       | 14      | 15      | 16      | 17      | 18      | 19       | 20       | 21       | Helyezés | Pont |
| ---- | ------- | ------- | ------- | -------- | -------- | -------- | ------- | -------- | ------- | ------- | -------- | ------- | -------- | ------- | ------- | ------- | ------- | ------- | -------- | -------- | -------- | -------- | ---- |
| 2021 | NOG 1 8 | NOG 2   | NOG 3 8 | MAG1 1 6 | MAG1 2 8 | MAG1 3 6 | HUN 1 9 | HUN 2 1  | HUN 3 9 | LÉD 1 7 | LÉD 2 Ki | LÉD 3 7 | MNZ 1 11 | MNZ 2 7 | MNZ 3 T | LEC 1 5 | LEC 2 9 | LEC 3 2 | MAG2 1 3 | MAG2 2 1 | MAG2 3 2 | 6.       | 147  |
| 2022 | NOG 1 6 | NOG 2 6 | NOG 3   | PAU 1 3  | PAU 2 4  | PAU 3    | MAG 1 4 | MAG 2 Ni | MAG 3   | SPA 1 2 | SPA 2 9  | SPA 3   | LÉD 1 2  | LÉD 2 4 | LÉD 3 1 | CRT 1 2 | CRT 2 5 | CRT 3 2 | LEC 1 2  | LEC 2 6  | LEC 3 1  | 1.       | 300  |

### Teljes Formula Regionális Európa-bajnokság eredménylistája
(Táblázat értelmezése)

(Félkövér: pole-pozícióból indult; dőlt: leggyorsabb kört futott) 

| Év   | Csapat         | 1       | 2        | 3        | 4        | 5        | 6        | 7        | 8        | 9        | 10       | 11      | 12      | 13      | 14      | 15      | 16       | 17       | 18       | 19       | 20       | Helyezés | Pont |
| ---- | -------------- | ------- | -------- | -------- | -------- | -------- | -------- | -------- | -------- | -------- | -------- | ------- | ------- | ------- | ------- | ------- | -------- | -------- | -------- | -------- | -------- | -------- | ---- |
| 2023 | G4 Racing      | IMO 1 7 | IMO 2 Ki | CAT 1 13 | CAT 2 17 | HUN 1 14 | HUN 2 Ki | SPA 1 Ki | SPA 2 13 | MUG 1 10 | MUG 2 12 | LEC 1   | LEC 2 5 | RBR 1 2 | RBR 2 1 | MNZ 1   | MNZ 2 18 | ZAN 1 11 | ZAN 2 Ki | HOC 1 Ki | HOC 2 17 | 6.       | 111  |
| 2024 | ART Grand Prix | HOC 1 8 | HOC 2 14 | SPA 1 7  | SPA 2 4  | ZAN 1 3  | ZAN 2 3  | HUN 1 4  | HUN 2 7  | MUG 1 11 | MUG 2 8  | LEC 1 7 | LEC 2 1 | IMO 1 5 | IMO 2 1 | RBR 1 3 | RBR 2 Ki | CAT 1 8  | CAT 2    | MNZ 1 Ki | MNZ 2    | 4.       | 195  |